# Phyllomedusa rohdei
Phyllomedusa rohdei és una espècie de granota que viu al sud-est del Brasil, als estats de Minas Gerais, Rio de Janeiro, Espírito Santo i São Paulo.
Es troba fins als 1000 metres d'altura, a la vegetació al voltant de les masses d'aigua en bones condicions a la sabana, vores forestals i fins i tot àrees humanitzades com ara pastures, conreus i jardins.
Fa la posta sobre la fulla d'una planta que pengi damunt d'un toll, de manera quan els capgrossos en surtin caiguin a l'aigua, on viuen fins que completen la seva metamorfosi. S'aparella de desembre a març.